# Piotr Drwęski
Piotr Izydor Drwęski herbu Gozdawa (ur. 1732, zm. 3 sierpnia 1795) – pisarz ziemski poznański w latach 1768–1794, konsyliarz województwa poznańskiego i kaliskiego w konfederacji barskiej w 1768 roku.
Ochrzczony został 8 grudnia 1732 roku w parafii św. Mikołaja w Krobi. Brat Kunegundy, szwagier Józefa Wybickiego. W 1753 złożył przysięgę na urząd susceptanta grodzkiego kaliskiego, niedługo potem został rejentem konińskim.  W czasie elekcji 1764 roku został sędzią generalnego sądu kapturowego. W 1764 roku był elektorem Stanisława Augusta Poniatowskiego z województwa poznańskiego, poseł województwa poznańskiego na sejm elekcyjny 1764 roku. W 1772 został pozbawiony urzędu sekretarza, zabrano mu siłą archiwum Izby Konsyliarskiej. Dzięki bogatemu ożenkowi w 1771 z Wiktorią z Bielińskich (zm. 1801) doszedł z czasem do wielkiej fortuny. Wymazawszy skrupulatnie z kart swego życia epizod barski, intensywniej poświęcił się pracy w majątkach.